# Kukup
Kukup – wieś rybacka, ok. 40 km na południowy wschód od Johor Bahru, region Johor, na wodach cieśniny Malakka, w Malezji. Słynie ze smacznych restauracji z owocami morza, budowane na palach na wodzie. Niektóre restauracje są regularnie odwiedzane przez grupy turystów, szczególnie z sąsiedniego Singapuru.
Kilkakrotnie dziennie, promy łączą Kukup z Tanjung Balai, w Indonezji, jak i z World Trade Center w Singapurze.